# Trnovské rameno
Trnovské rameno je přírodní památka v katastrálním území obce Trnovec nad Váhom v okrese Šaľa v Nitranském kraji na Slovensku. Území bylo vyhlášeno v roce 1973 a jeho rozloha je 6,58 hektaru. Předmětem ochrany je mrtvé rameno Váhu.